# 王昕
王 昕（ワン　シン）は中国のアニメーション監督。
日本における中国系アニメ製作会社絵梦の共同創始者で取締役を務めていた。同社の監督を務めたこともある。
2018年から、自ら創設した洛水花原で総監督を務める。
テンセント、iQIYI、ビリビリ動画、U17と提携して多数の作品を制作してきた。代表作品は『龍族』、『蒼蘭訣』、『狐妖小紅娘（縁結びの妖狐ちゃん）』、『一人之下』シーズン1&2、『緑ちゃんと藍ちゃん』など。

## 作品一覧
| 公開年 | 作品名                           | 役職                                                                                 |
| 2003   | 『BRAVO東東』                    | 制作監督、アクション指導                                                             |
| 2005   | 『外灘520』                      | 制作デスク                                                                           |
| 2010   | 『ハッピータウン』               | 総監督、絵コンテ監督、人物設計、背景設計、                                           |
| 2013   | 『死霊コード（ORDER DESIGNER）』 | 監督、絵コンテ                                                                       |
| 2014   | 『端脳（DIE NOW）』              | 総監督                                                                               |
| 2015   | 『狐妖小紅娘 - 下沙篇』          | 総監督、絵コンテ                                                                     |
| 2015   | 『霊域』シーズン1                | 監督、絵コンテ、美术原案設計、人物原案設計、道具原案設計、プロデューサー、製作総指揮 |
| 2016   | 『チーティングクラフト』         | 総監督                                                                               |
| 2016   | 『狐妖小紅娘 - 王権篇』          | 総監督、絵コンテ                                                                     |
| 2016   | 『狐妖小紅娘 - 月紅篇』          | 総監督、絵コンテ                                                                     |
| 2016   | 『霊域』シーズン2                | 監督、脚本、絵コンテ、美術原案設計、人物原案設計、道具原案設計                       |
| 2016   | 『一人之下』シーズン1            | 監督、絵コンテ                                                                       |
| 2017   | 『狐妖小紅娘 - 千顔篇』          | 総監督                                                                               |
| 2017   | 『霊域』シーズン5                | 監督、絵コンテ、キャラクター設定原案、場面設定原案                                   |
| 2017   | 『一人之下』シーズン2            | 総監督、絵コンテ                                                                     |
| 2017   | 『万古仙穹』シーズン1            | 監督、脚本、絵コンテ、キャラクター設定原案、場面設定原案、道具設定原案               |
| 2017   | 『狐妖小紅娘 - 南国篇』          | 総監督、絵コンテ                                                                     |
| 2018   | 『剣網3』映画先行PV              | 監督                                                                                 |
| 2018   | 『緑ちゃんと藍ちゃん』           | 総監督、絵コンテ、制作編集                                                           |
| 2019   | 『狐妖小紅娘-竹業篇』            | 総監督、絵コンテ                                                                     |
| 2019   | 『狐妖小紅娘 - 尾生篇』          | 総監督、絵コンテ                                                                     |
| 2020   | 『狐妖小紅娘 - 金晨曦篇 』       | 総監督、絵コンテ                                                                     |
| 2020   | 『狐妖小紅娘 - 沐天城篇』        | 総監督、絵コンテ                                                                     |
| 2021   | 『狐妖小紅娘 - 両生花篇』        | 総監督、絵コンテ                                                                     |
| 2022   | 『蒼蘭訣』                       | 監督、脚本、絵コンテ                                                                 |
| 2022   | 『龍族』                         | プロデューサー、監督、脚本                                                           |